# Idenor
Idenor is een plaats in de gemeente Hudiksvall in het landschap Hälsingland en de provincie Gävleborgs län in Zweden. De plaats heeft 75 inwoners (2005) en een oppervlakte van 20 hectare.

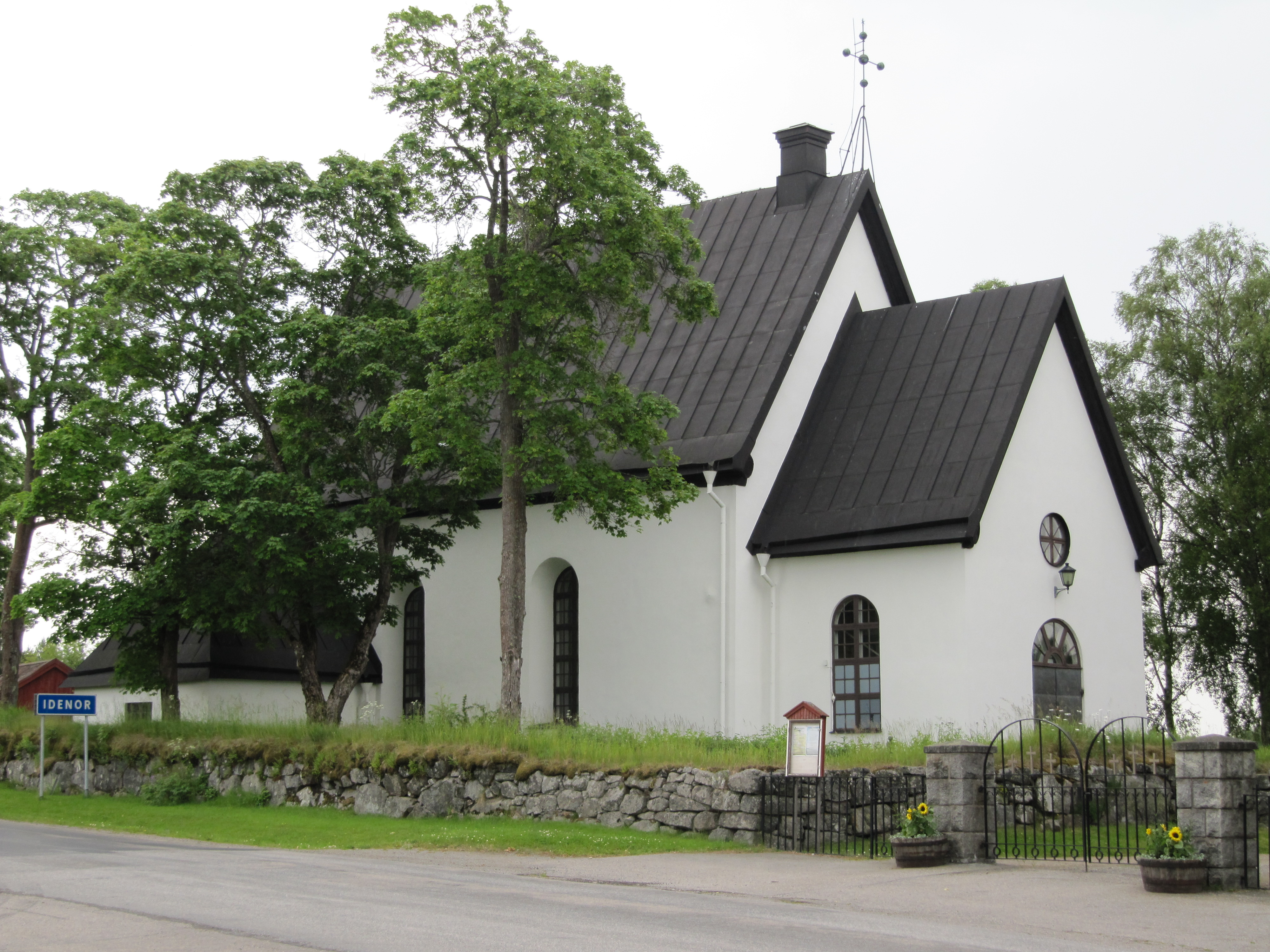
Kerk van Idenor